# Erupção límnica

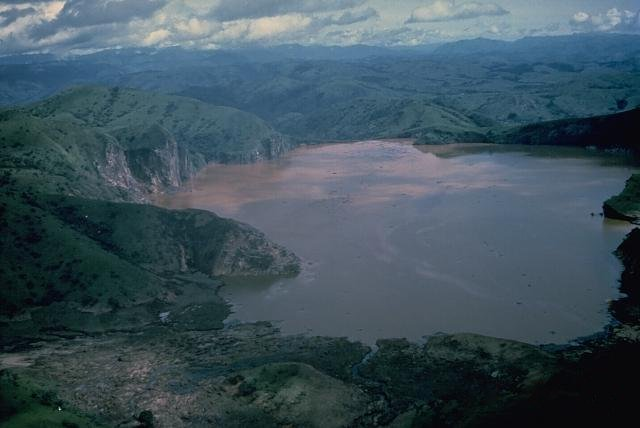
Lago Nyos, o local de uma erupção límnica em 1986

Erupção límnica é um tipo raro de desastre natural no qual os gases monóxido e dióxido de carbono, contidos no interior de lagos de origem vulcânica, subitamente irrompem de suas águas profundas, formando uma nuvem de gás capaz de sufocar a vida selvagem, o gado e os seres humanos.
O evento mais famoso de erupção límnica foi o Desastre do Lago Nyos, em Camarões, no ano de 1986, que matou quase 2 000 pessoas e mais de 3 000 cabeças de gado.
Os fatores que levam lagos de origem vulcânica a "explodirem" e liberarem gases contidos neles ainda não estão bem explicados.

## Características
Algumas características de lagos limnicamente ativos incluem:
- Água de entrada saturada de CO2
- Um fundo de lago frio indicando uma ausência de interação vulcânica direta com as águas do lago
- Uma camada térmica superior e inferior com diferentes saturações de CO2
- Proximidade de áreas com atividade vulcânica

As investigações das vítimas do Lago Monoun e do Lago Nyos levaram os cientistas a classificar as erupções límnicas como um tipo distinto de evento de desastre, embora possam estar indiretamente ligadas a erupções vulcânicas.